# Saarländischer Künstlerbund
Der Saarländische Künstlerbund wurde im Jahr 1922 in Saarbrücken gegründet. Er ist die am längsten bestehende Künstlervereinigung des Saarlandes.
Der Saarländische Künstlerbund ist aus der 1921 entstandenen Vorläufervereinigung „Vereinigung fortschrittlicher Künstler“ hervorgegangen. Diese verfolgten das Ziel, „die zeitgenössische Kunst im damaligen Saargebiet zu etablieren und ihre Mitglieder überregional bekannt zu machen“. Zu den Gründungsmitgliedern des Bundes gehörten Otto Weil, Richard Wenzel, Albert Bohn und Fritz Grewenig, der bis 1933 Vorsitzender war.